# Rudolph Friedrich Hohenacker
Rudolph Friedrich Hohenacker (1798 - 14 de noviembre de 1874) fue un misionero suizo-germano y botánico.

## Biografía
Aborigen de Zúrich. En los 1820s es asignado a la Colonia de suabios de Helenendorf en Transcaucasia, donde sirve como doctor y misionero. Eventualmente, se involucra enfocándose en la recolección de plantas regionales. En 1841 retorna a Suiza, donde vive en Basilea. Prontamente se relocaliza en Esslingen, Alemania entre 1842 a 1858, y en ese año se muda a la ciudad de Kirchheim.
Tras su retorno de Transcaucasia, Hohenacker vende sus exsiccatae basada en especímenes de varios colectores. Fue autor de Enumeratio Plantarum quas in itinere per provinciam Talysch collegit.

## Obra
- 1838. "Enumeratio plantarum quas in itinere per provinciam Talysch", Moscú

- con George Engelmann. 1847-1860. "Correspondence : Hohenacker (Rudolf) and Engelmann (George)"

- 1846. "Höhenprofil und Kärtchen des südlichen Theiles von Persien mit Rücksicht auf die Vegetationsverhältnisse"

- 1833. "Enumeratio plantarum in territorio Elisabethopolens et in provincia Karabach sponte nascentium"

## Honores

### Eponimia
- (Apiaceae) Hohenackeria Fisch. & C.A.Mey.[1]